# یوشی اوزاکی
یوشی اوزاکی (انگلیسی: Yushi Ozaki؛ زادهٔ ۲۴ مارس ۱۹۶۹) بازیکن فوتبال اهل ژاپن است.
از باشگاه‌هایی که در آن بازی کرده‌است می‌توان به باشگاه فوتبال سانفریس هیروشیما، باشگاه فوتبال آویسپا فوکوئوکا، و باشگاه فوتبال جوبیلو ایواتا اشاره کرد.